# Mimetaxalus
Mimetaxalus is een kevergeslacht uit de familie van de boktorren (Cerambycidae). De wetenschappelijke naam van het geslacht werd voor het eerst geldig gepubliceerd in 1957 door Breuning.

## Soorten
Mimetaxalus omvat de volgende soorten:
- Mimetaxalus densepunctatus Breuning, 1957
- Mimetaxalus ochreoapicalis Breuning, 1971